# Waneng de Fécamp
Waneng (ou Waning) de Fécamp, né au début du VIIe siècle et décédé en 686, est le fondateur de l’abbaye de Fécamp en Seine-Maritime. Il est reconnu saint par l'Église catholique.

## Biographie
Waneng naquit au tout début  du VIIe siècle, sous le règne de Clotaire II, dans le diocèse de Rouen. Issu d’une famille noble, il fut élevé dès son plus jeune âge dans la foi chrétienne et embrassa la carrière des armes.
Il se lia d’amitié avec Ouen, archevêque de Rouen, Wandrille, abbé de Fontenelle et plaça sa vie sous le patronage et la protection de Sainte Eulalie de Mérida. Cependant il se maria et eut un fils, Désiré, qui se retira à l’âge adulte à l’abbaye de Fontenelle.

### Fondateur de l'Abbaye de Fécamp
Waneng reçut du roi Clotaire III, l’administration du Pays de Caux dans lequel il fonda l’abbaye de Fécamp. L'abbaye  fut rapidement construite; le roi la dota magnifiquement. Elle compta jusqu’à trois cent soixante-six religieuses.  Elle fut placée à l’origine sous la tutelle d’Ouen et de Wandrille. La première abbesse de ce monastère fut sainte Hildemarque ou Childemarque, qui, venue de Bordeaux où elle avait dirigé une communauté religieuse, vivait alors dans le diocèse de Rouen.

### La colère d'Ebroïn
Waneng dut affronter le courroux du maire du palais, Ébroïn. Depuis longtemps, celui-ci s'était opposé à Léger d'Autun, conseiller de la reine Bathilde. Après qu'il l'eût fait arrêter, Ebroïn ordonna qu'on le conduisît au château de Waneng, auquel il avait fait des recommandations. Mais Waneng traita Léger d'Autun avec bienveillance. Ebroïn mécontent, se saisit de Léger, le fit martyriser et exécuter.
Waneng se retira alors à l'abbaye de Fécamp, où il se mit au rang des serviteurs de la maison voulant finir là ses jours, dans l'humilité et la prière. Il mourut à Fécamp en 686.

## Reliques et culte de Saint Waneng
Après sa mort, les reliques de Saint Waneng furent conservées à Fécamp. Ce fut pendant les incursions des Vikings que les reliques de saint Waneng furent transportées à Ham, en Picardie. 
Elles avaient d'abord été déposées dans un lieu appelé Mesnil-Saint-Waneng, hameau dépendant de la paroisse d'Esmery-Hallon près de Ham. Ce lieu aurait appartenu à saint Waneng; il y aurait possédé un château et y serait venu de temps à autre y pour chasser. 
Les Vikings, ayant envahi le Vermandois, pillèrent le Mesnil, détruisirent la châsse de saint Waneng et jetèrent ses reliques dans les marais. Des habitants les recueillirent précieusement, les conservèrent puis elles furent transférées à Ham. 
La ville de Ham prit saint Waneng pour saint patron, on ne sait au juste à quelle époque. On célébra sa fête d'abord à l'abbaye longtemps avant de la célébrer dans la ville. Ce fut seulement en 1516 que Hangest, évêque de Noyon, accorda la permission aux habitants, de célébrer l'office de saint Waneng. La commune d'Esmery-Hallon avait aussi pris saint Waneng pour saint patron; elle célébrait sa fête en même temps que la ville de Ham, et en 
outre, le 23 septembre, elle célébrait une nouvelle fête, celle de la translation d'une relique de Saint Waneng.

## Pour approfondir

### Liens
- Saint Waneng
- Reliquaire de Saint Waneng
- Saint Waneng